# Jógvan Skorheim
Jógvan Skorheim (ur. 16 czerwca 1982 w Klaksvíku) – farerski polityk, burmistrz Klaksvíku od 2013 roku i przewodniczący Nýtt Sjálvstýri od kwietnia 2015.

## Kariera polityczna
W listopadzie 2012 został wybrany burmistrzem Klaksvíku. 9 kwietnia 2015 został przewodniczącym Sjálvstýrisflokkurin, która w czerwcu 2015 zmieniła nazwę na Nýtt Sjálvstýri. 1 września 2015 został wybrany do Løgtingu, jednak 14 września tegoż roku zrezygnował z bycia posłem, chcąc skupić się na pełnieniu funkcji burmistrza.